# Willie John McBride
William John McBride (6. června 1940, Toomebridge) je bývalý irský ragbista, který hrál jako druhořadník. V roce 2009 byl jmenován do Světové ragbyové síně slávy. V roce 1971 obdržel Řád britského impéria. Za Irsko odehrál 63 zápasů (11 jako kapitán) a připsal si 4 body. Své jediné položení do soupeřova brankoviště (hodnoceno tehdy 4 body) si připsal ve svém posledním reprezentačním zápase v roce 1975 proti Francii. V roce 1974 vyhrál se svou zemí Pohár 5 národů. Za Britské a Irské lvy odehrál 17 zápasů a připsal 3 body. Byl součástí týmu při vítězných sériích v roce 1971 proti Novému Zélandu a 1974 proti Jižní Africe. Svou klubovou kariéru strávil v rozmezí let 1959 až 1976 v Ballymena RFC, se kterým pětkrát vyhrát ligu Irského ostrova (1968, 1970, 1971, 1973, 1975).
V letech 1981 až 1983 trénoval irský klub Ulster. V roce 1983 byl manažerem Britských a Irských lvů. V roce 2004 byl časopisem Rugby World jmenován největší ragbyovou osobností 20. století.